# 루이즈 브라이언트

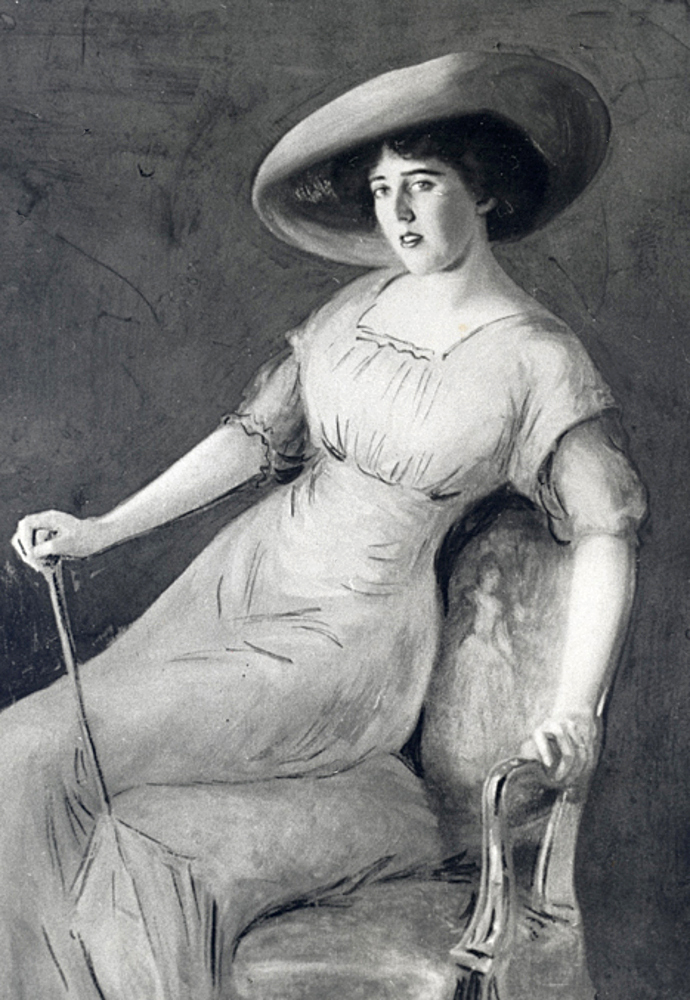

루이즈 브라이언트(Louise Bryant: 1885년 12월 5일-1936년 1월 6일)는 미국의 여성주의자, 정치운동가, 언론인이다. 러시아 혁명과 볼셰비키에 대한 옹호 활동으로 가장 잘 알려져 있다. 동료 언론인 존 리드와 1916년 결혼한 브라이언트는 캐서린 브레시콥스키, 마리아 스피리도노바, 알렉산드르 케렌스키, 블라디미르 레닌, 레프 트로츠키 등 러시아 지도자들에 대한 평론을 썼다. 브라이언트가 러시아를 답사하는 동안 그의 글들은 허스트사의 신문들을 통해 1차대전 직후 시기 미국과 캐나다 전역에 퍼졌다. 이렇게 첫 러시아 여행에서 쓴 글을 모아 1918년 『러시아에서의 붉은 6개월』을 출간했다. 이듬해 브라이언트는 미국 상원에서 볼셰비키의 대미 영향에 대해 조사하기 위해 설치한 소위원회인 오버맨 위원회에서 러시아 혁명을 변호했다. 1919년 말, 브라이언트는 공개적으로 볼셰비키를 지지하고 미국의 러시아 내전 개입 시도를 비판하는 전국 순회 강연을 다녔다.
원래 이름은 루이즈 모헌(Louise Mohan)이며, 이후 계부 셰리던 브라이언트(Sheridan Bryant)의 성으로 갈았다. 네바다주의 농촌 지역에서 성장했으며 네바다 대학교와 오리건 대학교에서 수학, 1909년 역사 학위를 받고 졸업했다. 언론일에 투신하여 오리건주 포틀랜드시 일대의 신문들에 자유기고가로 활동했다. 포틀랜드시에서 지내는 동안(1909년-1915년) 브라이언트는 여성선거권 운동에 참여했다. 1915년 첫 남편과 이혼하고 리드와 재혼한 뒤 브라이언트는 리드를 따라 뉴욕시 그리니치리로 이주했다. 그곳에서 브라이언트는 당대의 유명 여성주의자들의 모임인 헤테로독시에 참여해 그 구성원들과 친교를 쌓았다. 1919년 국민여성당의 워싱턴 D.C. 행진에 참여했다가 체포되어 3일간 구류되기도 했다. 이 시기 브라이언트와 리드 부부는 모두 혼외정사를 했고, 자유연애 사상에 따라 서로 간섭하지 않았다. 브라이언트의 애인으로는 극작가 유진 오닐과 화가 앤드루 다스버그가 있었다.
1920년 리드가 티푸스에 걸려 사망했다. 브라이언트는 러시아, 터키, 헝가리, 그리스, 이탈리아 등 유럽과 중동 각지를 다니면서 허스트사에 기고를 계속했다. 이 시기에 쓴 글들을 모아 1923년 『모스크바의 거울들』을 출간했다. 그해 말 외교관 윌리엄 크리스티안 불릿 주니어와 재혼했고, 그와의 사이에 유일한 자식인 딸 앤을 낳았다. 말년의 브라이언트는 동통성 지방증이라는 희귀병에 걸려 사회 활동이 불가능해졌다. 저술이나 출판은 거의 하지 않았으며, 술을 많이 마셨다. 불릿은 1930년 브라이언트의 음주벽과 동성애를 이유로 이혼하고 딸의 양육권도 가져갔다. 블라이언트는 1936년 파리 세브르에서 객사했고 베르사유시에 묻혔다. 향년 50세.